# 畸形两极虫
畸形两极虫（学名：Myxidium monstruosum）为两极科两极虫属的动物。分布于俄罗斯以及四川、辽宁等，营寄生生活，寄生在史氏黄䱂的肾、膀胱以及中华纹胸鮡的肾。